# Амінокислотна послідовність
Пептидна або амінокислотна послідовність — порядок, в якому амінокислотні залишки, сполучені пептидними зв'язками, лежать в поліпептидному ланцюгу білка або пептиду. Відповідно до загальних правил, пептидна послідовність пишеться з N-кінця, тобто кінця, що містить вільну аміногрупу, до C-кінця, який містить вільну карбоксильну групу. Пептидна послідовність часто називається білковою послідовністю, якщо вона представляє первинну структуру білка. Загалом пептидна послідовність являє собою первинну структуру всіх білків на момент синтезу, проте через посттрансляційну модифікацію первинна структура дещо змінюється з утворенням зрілого білка.
Зараз[коли?] визначено і записано в Базу даних послідовностей та інші бази даних багато пептидних послідовностей. Для цього може використовуватися секвенування білків, хоча у багатьох випадках пептидна послідовність може бути отримана за допомогою переводу з нуклеотидної послідовності відповідного гену (у випадку еукаріотів необхідно також реконструювати процес сплайсингу). Зазвичай у базах даних для назв амінокислот для стислості використовуються однобуквені скорочення.
Аналіз пептидних послідовностей — корисний інструмент дослідження білків. Для аналізу послідовностей зараз розроблено багато обчислювальних інструментів. Наприклад, довгі послідовності гідрофобних залишків часто указують трансмембранні спіралі. Ці спіралі, в свою чергу, вказують, що цей білок є інтегральним мембранним білком. Певні залишки указують на типи вторинної структури, наприклад, бета-листи або альфа-спіралі. За аналізом повної послідовності білка можна оцінити його ізоелектричну точку.
Важливим при аналізі послідовностей також є порівняння послідовностей з уже відомими. Схожі послідовності, особливо схожі мотиви послідовності, часто вказують на схожу функцію або спільне еволюційне походження. Велике число гомологів даного білка в різних біологічних видах вказує на еволюційне збереження та важливість цього білка для організму.